# Rheumaptera nengkaoensis
Rheumaptera nengkaoensis là một loài bướm đêm trong họ Geometridae.